# Sonnenaugen
Die Sonnenaugen (Heliopsis) sind eine Pflanzengattung in der Unterfamilie der Asteroideae innerhalb der Familie der Korbblütler (Asteraceae). In der Gattung Heliopsis gibt es 14 bis 18 Arten.

## Beschreibung

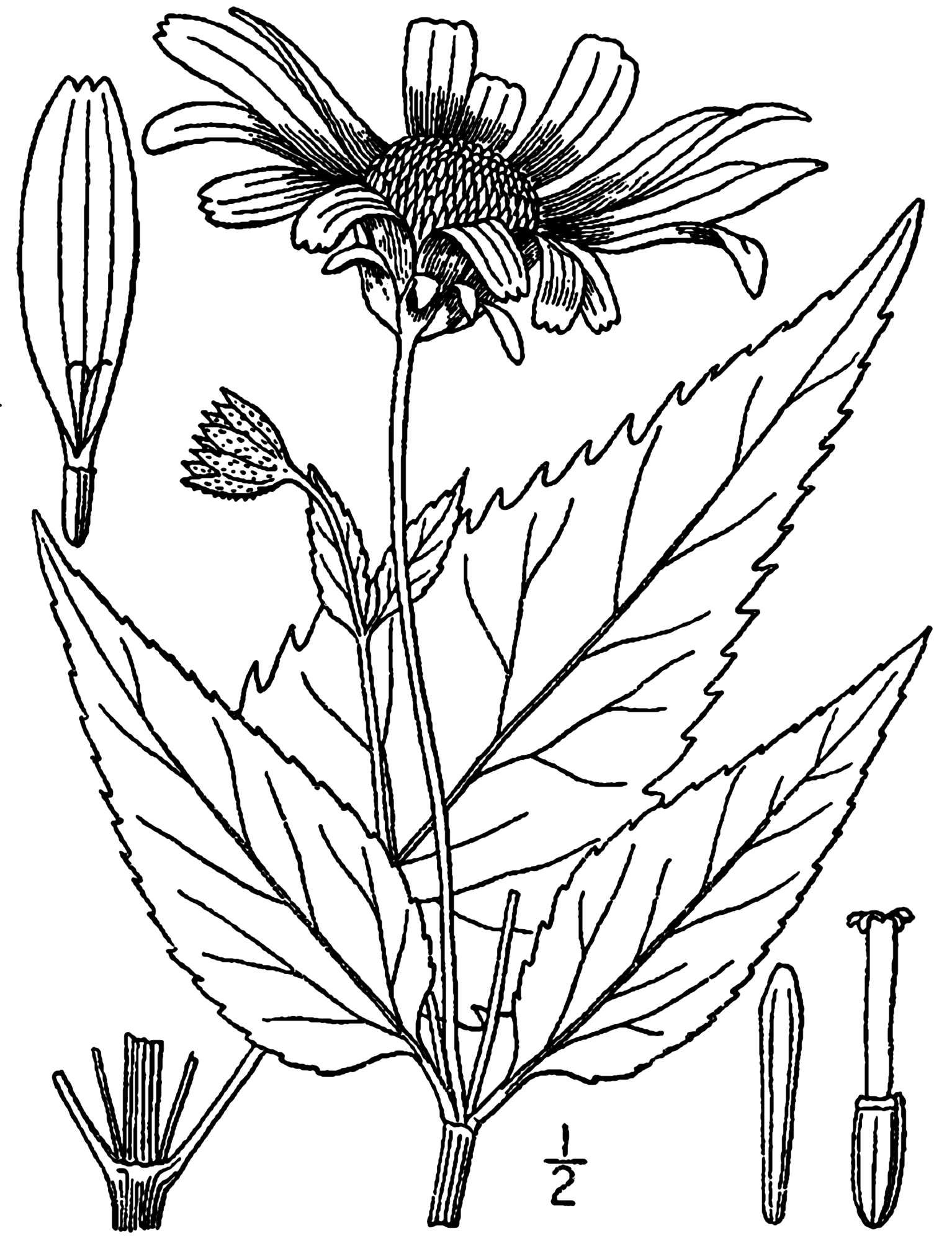
Illustration des Garten-Sonnenauges (Heliopsis helianthoides)

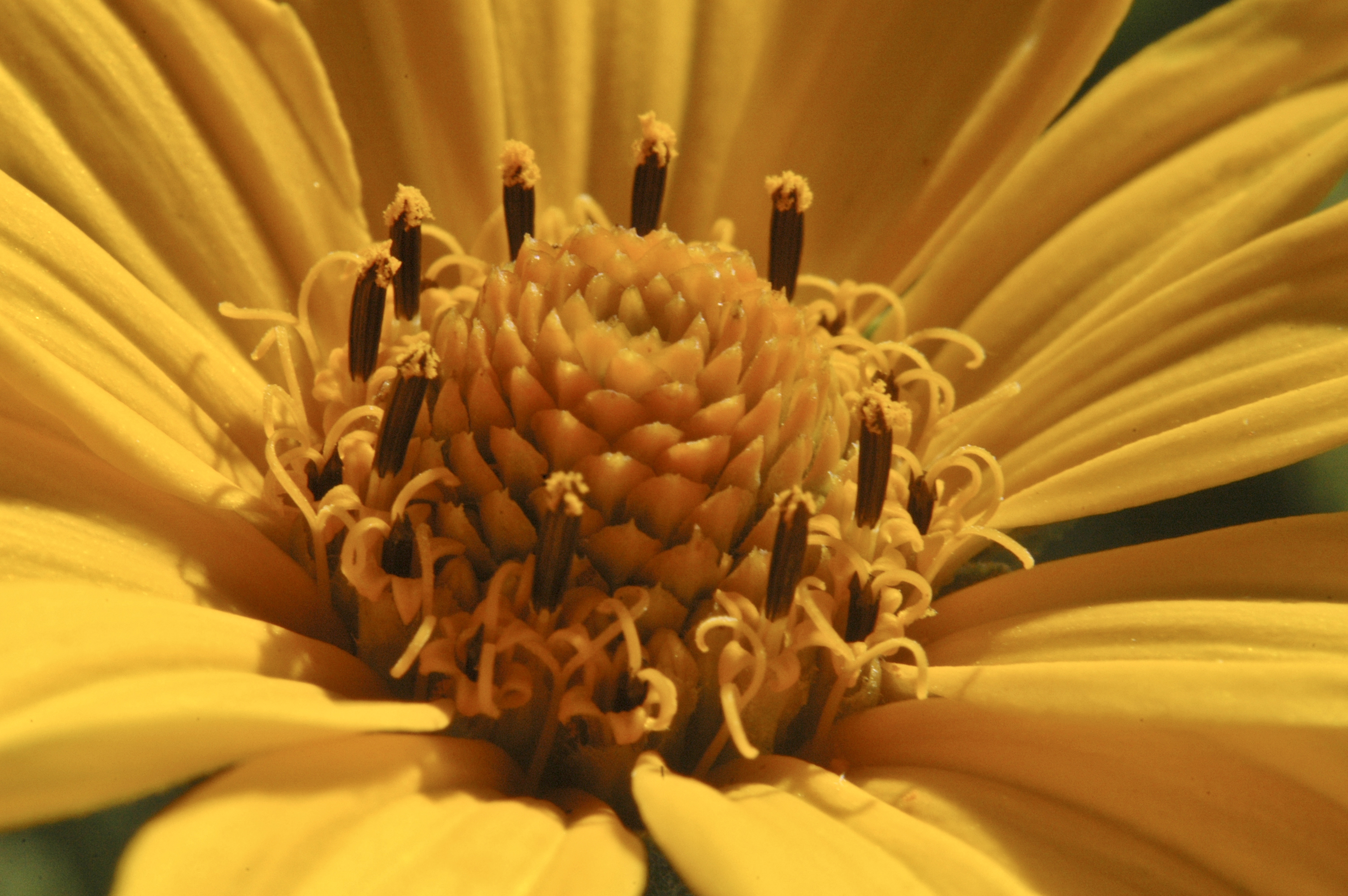
Detail eines körbchenförmigen Blütenstandes vom Garten-Sonnenauge (Heliopsis helianthoides). Bei einigen Röhrenblüten wurde bereits der Pollen nach oben „gebürstet“.

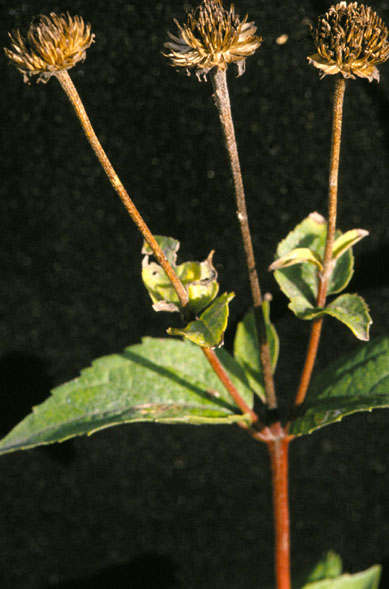
Fruchtstände vom Garten-Sonnenauge (Heliopsis helianthoides)

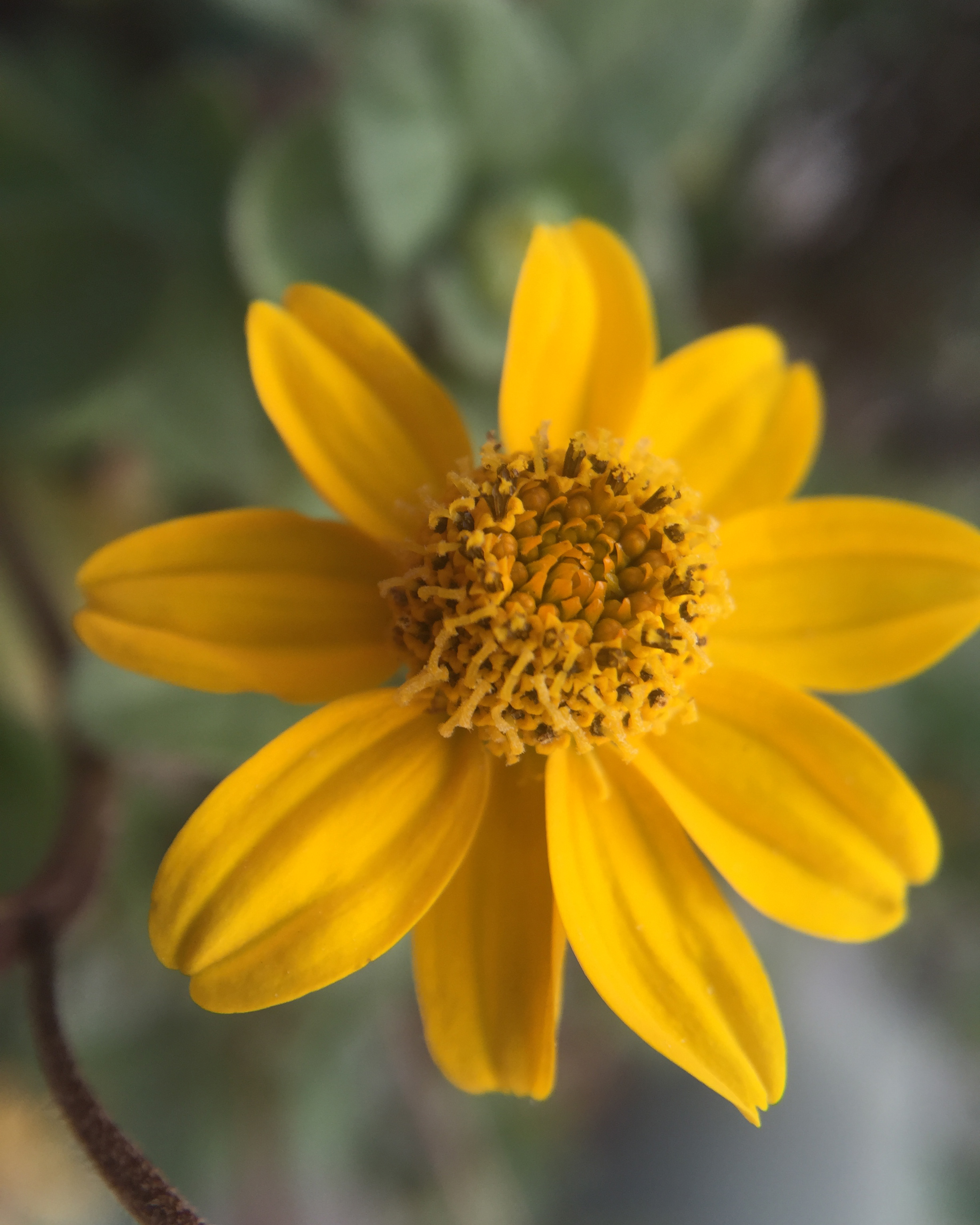
Blütenkorb von Heliopsis longipes

### Vegetative Merkmale
Sonnenaugen-Arten wachsen sehr selten als zweijährige, meist aber als ausdauernde krautige Pflanzen, die je nach Art meist Wuchshöhen von 30 bis 150 Zentimetern erreichen. Nur vier mexikanische Arten sind einjährig. Die aufrechten bis überhängenden Stängel sind von der Basis her oder am Stängel verteilt verzweigt.
Die gegenständig an den Stängeln verteilt angeordneten Laubblätter ist meist in Blattstiel und -spreite gegliedert. Die Blattspreite ist einfach mit drei Blattadern bereits ab der Spreitenbasis. Der Blattrand ist gezähnt bis gesägt. Die Blattoberflächen sind glatt oder behaart.

### Generative Merkmale
Die köpfchenförmigen Blütenstände stehen oft einzeln endständig oder mit wenigen auch seitenständig auf den Stängeln. Die Blütenkörbe der Naturformen weisen Durchmesser von 8 bis 14 Millimeter auf, bei Züchtungen können sie größer sein. In zwei oder drei Reihen stehen zwölf bis zwanzig Hüllblätter; sie sind mehr oder weniger gleich in Form und Größe. Die Blütenstandsböden sind konvex bis kegelförmig. Es sind Spreublätter vorhanden. Die Blütenkörbe enthalten, selten keine, meist fünf bis zwanzig Zungenblüten (bei Züchtungen, besonders bei „Gefüllten“ können es mehr sein) und 30 bis über 150 Röhrenblüten. Die weiblichen, fertilen Zungenblüten (= Strahlenblüten) sind gelb bis orangefarben; die Zunge endet dreizähnig. Die zwittrigen, fertilen Röhrenblüten (= Scheibenblüten) sind meist gelb oder braun bis purpurfarben mit fünf Kronzipfel.
Die nach der Befruchtung aus Zungenblüten entstehenden dreikantigen und aus Röhrenblüten vierkantigen Achänen sind braun bis schwarz-braun. Der Pappus ist krönchen- oder zahnförmig mit ein bis drei zahnähnlichen Schuppen oder fehlt.

## Systematik und Verbreitung
Die Erstveröffentlichung der Gattung Heliopsis erfolgte 1807 durch Christian Hendrik Persoon in Synopsis plantarum, 2, 473 veröffentlicht. Der botanische Gattungsname Heliopsis ist aus dem Griechische sprache|Altgriechischen abgeleitet: hélios für „Sonne“ und -opsis für „ähnlich“.
Das Zentrum der Artenvielfalt ist Mexiko. Nach Norden erstreckt sich das Gesamtverbreitungsgebiet der Gattung Heliopsis bis in die südlichen USA und nach Süden über Zentralamerika bis Bolivien und das nördliche Peru.
Die Gattung Heliopsis gehört zur Subtribus Zinniinae aus der Tribus Heliantheae in der Unterfamilie der Asteroideae innerhalb der Familie der Korbblütler (Asteraceae).
In der Gattung Heliopsis gibt es 14 bis 18 Arten. Hier eine Liste aller Arten:
- Heliopsis annua Hemsl.: Heimat Mexiko.[2]
- Heliopsis anomala (M.E.Jones) B.L.Turner: Heimat Mexiko.[2]
- Heliopsis brachactis Standl. ex Fisher: Diese 1957 erstbeschriebene Art ist nur von der Typuslokalität in Mexiko bekannt: Michoacán: Region Tancítaro, 4 Meilen westlich von Apatzingán in einem Halbwüstengebiet.[3]
- Heliopsis bupthalmoides (Jacq.) Dunal: Das Verbreitungsgebiet reicht von Mexiko bis Bolivien.
- Heliopsis decumbens Blake: Diese Art ist nur von der Typuslokalität bekannt: Cajamarca in Peru.
- Heliopsis filifolia S.Wats.: Endemit in Cuatro Ciénegas, Carneros und Puerto Colorado im Bundesstaat Coahuila.
- Heliopsis gracilis Nuttal: Sie gedeiht in Höhenlagen von 0 bis 100 Metern in den südlichen Vereinigten Staaten.[1]
- Garten-Sonnenauge (Heliopsis helianthoides (L.) Sweet): Mit zwei im östlichen Nordamerika beheimateten Varietäten, von denen es jeweils Sorten gibt die als Zierpflanzen verwendet werden:
  - Heliopsis helianthoides (L.) Sweet var. helianthoides
  - Heliopsis helianthoides var. scabra (Dunal) Fernald (Syn.: Heliopsis scabra Dunal ist oft unter diesem Namen in Kultur)
- Heliopsis longipes (Gray) Blake: Dieser Endemit gedeiht nur in der Sierra Gorda im Zentrum von Mexiko. Wird in der traditionellen Medizin eingesetzt und Untersuchungen zu den Inhaltsstoffen sind vorhanden. Trivialnamen in Mexiko: chilcaugue oder chilcuan.
- Heliopsis novogaliciana B.L.Turner: Heimat Mexiko.[2]
- Heliopsis parviceps Blake: Heimat Mexiko.[2]
- Heliopsis parvifolia A.Gray: Sie kommt in Höhenlagen von 1200 bis 2500 Metern in den USA in den Bundesstaaten Arizona, New Mexico, Texas und in Mexiko in den Bundesstaaten Chihuahua, Coahuila, Durango, Sonora, Tamaulipas vor.[1]
- Heliopsis procumbens Hemsl.: Heimat Mexiko.[2]
- Heliopsis pulchra Fisher: Heimat Mexiko.[2]
- Heliopsis rubra Fisher: Heimat Mexiko.[2]
- Heliopsis sinaloensis B.L.Turner: Dieser Endemit kommt nur in Imala im mexikanischen Bundesstaat Sinaloa.[2]
- Heliopsis suffruticosa Ram.-Noya & S.González: Sie wurde 2011 aus der Sierra de Sombrerete im westlichen Teil des mexikanischen Bundesstaat Zacatecas erstbeschrieben. Es ist die einzige Art der Gattung Heliopsis, die als Halbstrauch wächst.[5]

## Nutzung
In den gemäßigten Gebieten der Erde haben Sorten der Gattung Heliopsis vor allem als ausdauernde Zierpflanzen Verbreitung gefunden. Besonders beliebt sind die Garten-Sonnenauge-Züchtungen (Heliopsis helianthoides (L.) Sweet) der beiden Varietäten: Heliopsis helianthoides (L.) Sweet var. helianthoides und Heliopsis helianthoides var. scabra (Dunal) Fernald.
Einige Arten werden in der traditionellen Medizin verwendet.